# Olympische Sommerspiele 2012/Wasserspringen – Kunstspringen Synchron (Männer)
Das Synchronspringen vom 3-m-Brett der Männer bei den Olympischen Spielen 2012 in London wurde am 1. August 2012 im London Aquatics Centre ausgetragen. 16 Athleten (acht Paare) nahmen daran teil.
Der Wettbewerb wurde in einem Durchgang mit jeweils sechs Sprüngen durchgeführt.
Olympiasieger wurde das chinesische Duo. Qin Kai gewann bereits vier Jahre zuvor in Peking die Goldmedaille. Damals an der Seite von Wang Feng, in London war er gemeinsam mit Luo Yutong erfolgreich.

## Titelträger
| Olympiasieger | Wang Feng, Qin Kai ( Volksrepublik China)   | 469,08 Punkte | Peking 2008    |
| Weltmeister   | Luo Yutong, Qin Kai ( Volksrepublik China)  | 463,89 Punkte | Shanghai 2011  |
| Europameister | Ilja Sacharow, Jewgeni Kusnezow ( Russland) | 445,92 Punkte | Eindhoven 2012 |

## Finale
1. August 2012, 16:00 Uhr (MESZ)
Es war das dritte Gold im vierten olympischen Wettkampf dieser Disziplin für ein chinesisches Duo. Gleichzeitig gab es die dritte Silbermedaille im vierten olympischen Wettkampf für ein russisches Duo.
| Platz | Name                                    | Nation             | 1. Sprung | 2. Sprung | 3. Sprung | 4. Sprung | 5. Sprung | 6. Sprung | Gesamt |
| ----- | --------------------------------------- | ------------------ | --------- | --------- | --------- | --------- | --------- | --------- | ------ |
| 01    | Luo Yutong / Qin Kai                    | China              | 56,40     | 52,20     | 85,68     | 88,74     | 104,88    | 89,10     | 477,00 |
| 02    | Ilja Sacharow / Jewgeni Kusnezow        | Russland           | 54,00     | 51,60     | 84,66     | 79,80     | 89,25     | 100,32    | 459,63 |
| 03    | Troy Dumais / Kristian Ipsen            | Vereinigte Staaten | 51,60     | 53,40     | 80,91     | 90.09     | 84,00     | 86,70     | 446,70 |
| 04    | Oleksij Pryhorow / Illja Kwascha        | Ukraine            | 51,00     | 51,00     | 83,64     | 87,78     | 81,60     | 79,20     | 434,22 |
| 05    | Christopher Mears / Nick Robinson-Baker | Großbritannien     | 52,20     | 52,20     | 77,22     | 78,54     | 84,66     | 87,78     | 432,60 |
| 06    | Alexandre Despatie / Reuben Ross        | Kanada             | 54,00     | 50,40     | 72,00     | 82,62     | 80,19     | 82,62     | 421,83 |
| 07    | Yahel Castillo / Julián Sánchez         | Mexiko             | 54,60     | 50,40     | 86,70     | 79,18     | 65,10     | 78,54     | 415,14 |
| 08    | Qiang Huang / Bryan Lomas               | Malaysia           | 52,80     | 52,20     | 78,12     | 80,19     | 63,24     | 78,54     | 405,09 |

## Videoaufzeichnungen
- Finale